# Kế hoạch Madagascar

Madagascar nằm ngoài khơi bờ biển phía đông Châu Phi

Kế hoạch Madagascar (tiếng Đức: Madagaskarplan) là một kế hoạch do chính quyền Đức Quốc xã đề xuất nhằm di dời cưỡng bức cộng đồng Do Thái ở châu Âu đến đảo Madagascar. Trưởng phòng Do Thái thuộc Bộ Ngoại giao Đức là Franz Rademacher đã đề xuất ý tưởng này vào tháng 6 năm 1940, ngay trước khi Pháp thất thủ. Đề xuất này kêu gọi trao trả quyền kiểm soát Madagascar, lúc đó là thuộc địa của Pháp, cho Đức như một phần của các điều khoản hòa bình sau này.
Ý tưởng tái định cư người Do Thái Ba Lan tại Madagascar được Đệ Tam Cộng hòa Pháp và Đệ Nhị Cộng hòa Ba Lan nghiên cứu vào năm 1937. Tuy nhiên, lực lượng đặc nhiệm được cử đến để đánh giá tiềm năng của hòn đảo đã xác định rằng chỉ có thể tiếp nhận từ 5.000 đến 7.000 gia đình, hoặc thậm chí chỉ 500 gia đình theo một số ước tính. Những nỗ lực của Đức Quốc xã nhằm khuyến khích người Do Thái di cư khỏi Đức trước Thế chiến II chỉ thành công một phần. Do đó, ý tưởng trục xuất người Do Thái đến Madagascar đã được chính quyền Quốc xã tái khởi động vào năm 1940.
Theo đề xuất của Rademacher vào ngày 3 tháng 6 năm 1940, Madagascar nên được mở cửa làm điểm đến cho người Do Thái ở châu Âu. Với sự chấp thuận của Adolf Hitler, Adolf Eichmann ban hành một bản ghi nhớ vào ngày 15 tháng 8 năm 1940, kêu gọi tái định cư một triệu người Do Thái mỗi năm trong vòng bốn năm, trong đó hòn đảo được quản lý như một nhà nước cảnh sát dưới quyền SS. Họ cho rằng nhiều người Do Thái sẽ phải chịu đựng những điều kiện khắc nghiệt nếu kế hoạch được thực hiện. Dù được đề xuất, kế hoạch đã trở nên bất khả thi do sự phong tỏa của Hải quân Anh, rồi bị hoãn sau thất bại của Đức Quốc xã trong Trận chiến nước Anh vào tháng 9 năm 1940, và bị gác lại vĩnh viễn vào năm 1942.

## Nguồn gốc

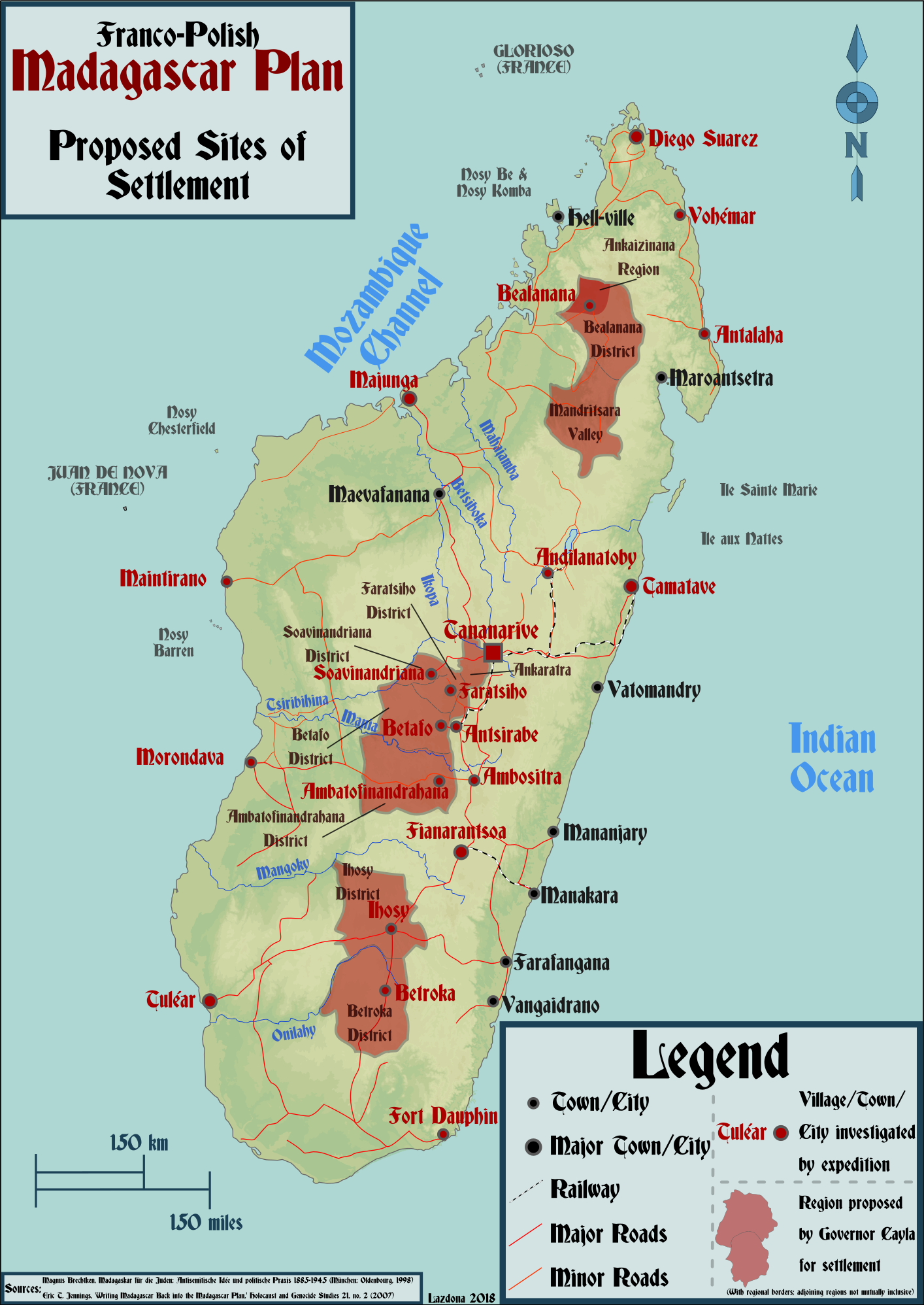
Các địa điểm được đề xuất theo bản kế hoạch của Pháp/Ba Lan năm 1937